# FIFA Pilota d'Or 2010
L'elecció del FIFA Pilota d'Or 2010 va tenir lloc el 10 de gener de 2011 a la ciutat de Zúric (Suïssa). Els tres finalistes de cada categoria foren anunciats el 6 de desembre de 2010. Lionel Messi i José Mourinho foren els guanyadors en categoria masculina, i Marta Vieira da Silva i Silvia Neid en femenina.
La Masia, on es formen els jugadors del FC Barcelona, va aconseguir ser la primera escola de futbol a tenir tres finalistes de la Pilota d'Or el mateix any, amb Andrés Iniesta, Lionel Messi i Xavi Hernández.

## Categoria masculina

### Jugadors

#### Llista inicial
Llista inicial amb 23 jugadors. En ordre alfabètic.

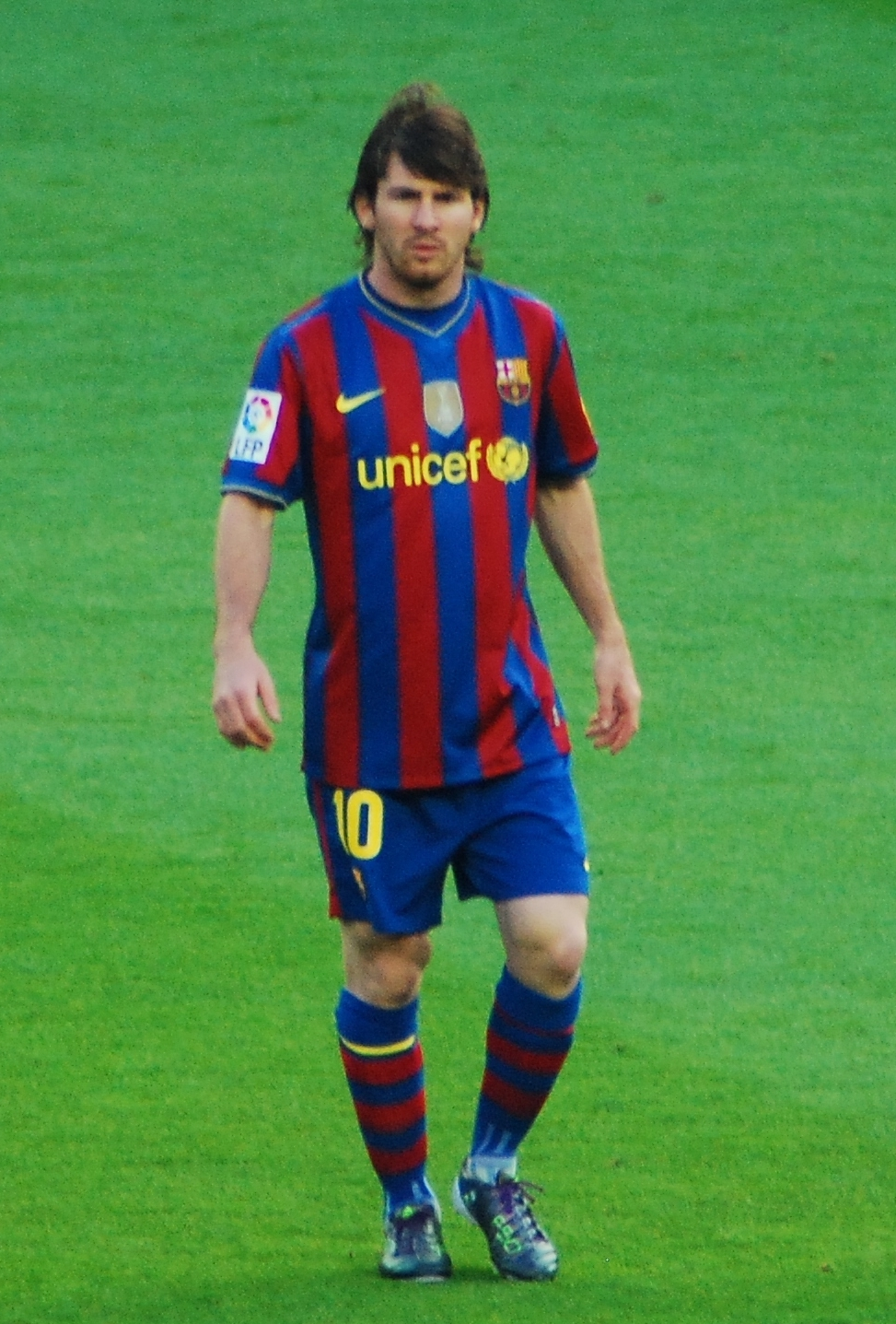
Leo Messi, guanyador en categoria de jugadors.

| Nom                    | Club                       | Nacionalitat  |
| ---------------------- | -------------------------- | ------------- |
| Xabi Alonso            | Reial Madrid               | Espanya       |
| Dani Alves             | FC Barcelona               | Brasil        |
| Iker Casillas          | Reial Madrid               | Espanya       |
| Júlio César            | Inter de Milà              | Brasil        |
| Didier Drogba          | Chelsea FC                 | Costa d'Ivori |
| Samuel Eto'o           | Inter de Milà              | Camerun       |
| Cesc Fàbregas          | Arsenal FC                 | Espanya       |
| Diego Forlán           | Atlètic de Madrid          | Uruguai       |
| Asamoah Gyan           | Stade Rennais Sunderland   | Ghana         |
| Xavi Hernández         | FC Barcelona               | Espanya       |
| Andrés Iniesta         | FC Barcelona               | Espanya       |
| Miroslav Klose         | Bayern de Múnic            | Alemanya      |
| Philipp Lahm           | Bayern de Múnic            | Alemanya      |
| Douglas Maicon         | Inter de Milà              | Brasil        |
| Lionel Messi           | FC Barcelona               | Argentina     |
| Thomas Müller          | Bayern de Múnic            | Alemanya      |
| Mesut Özil             | Werder Bremen Reial Madrid | Alemanya      |
| Carles Puyol           | FC Barcelona               | Espanya       |
| Arjen Robben           | Bayern de Múnic            | Països Baixos |
| Cristiano Ronaldo      | Reial Madrid               | Portugal      |
| Wesley Sneijder        | Inter de Milà              | Països Baixos |
| Bastian Schweinsteiger | Bayern de Múnic            | Alemanya      |
| David Villa            | València CF FC Barcelona   | Espanya       |

#### Finalistes
Finalistes escollits, en ordre alfabètic. Guanyador en negreta.
| Jugador        | Nacionalitat | Club         | Lliga                     |
| -------------- | ------------ | ------------ | ------------------------- |
| Andrés Iniesta | Espanya      | FC Barcelona | Primera Divisió espanyola |
| Lionel Messi   | Argentina    | FC Barcelona | Primera Divisió espanyola |
| Xavi Hernández | Catalunya    | FC Barcelona | Primera Divisió espanyola |

### Entrenadors

#### Llista inicial
Llista inicial amb 10 entrenadors. Ordre alfabètic.

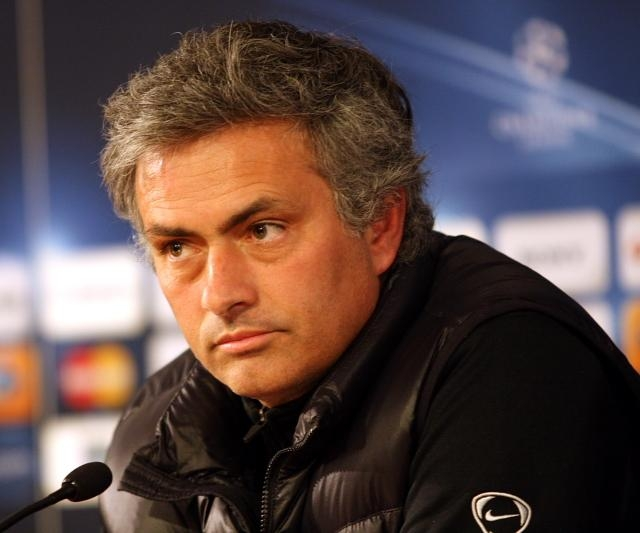
José Mourinho, guanyador en categoria d'entrenadors

| Entrenador         | Nacionalitat  | Club/Selecció        |
| ------------------ | ------------- | -------------------- |
| Carlo Ancelotti    | Itàlia        | Chelsea FC           |
| Vicente del Bosque | Espanya       | Selecció espanyola   |
| Alex Ferguson      | Anglaterra    | Manchester United FC |
| Pep Guardiola      | Catalunya     | FC Barcelona         |
| Joachim Löw        | Alemanya      | Selecció alemanya    |
| José Mourinho      | Portugal      | Inter / Reial Madrid |
| Óscar Tabárez      | Uruguai       | Selecció uruguaiana  |
| Louis van Gaal     | Països Baixos | Bayern de Múnic      |
| Bert van Marwijk   | Països Baixos | Selecció neerlandesa |
| Arsène Wenger      | França        | Arsenal FC           |

#### Finalistes
Finalistes escollits, en ordre alfabètic. Guanyador en negreta.
| Entrenador         | Nacionalitat | Club/Selecció        |
| ------------------ | ------------ | -------------------- |
| Vicente del Bosque | Espanya      | Selecció espanyola   |
| Pep Guardiola      | Catalunya    | FC Barcelona         |
| José Mourinho      | Portugal     | Inter / Reial Madrid |

## Categoria femenina

### Jugadores

#### Llista inicial
Llista inicial de deu jugadores. En ordre alfabètic.

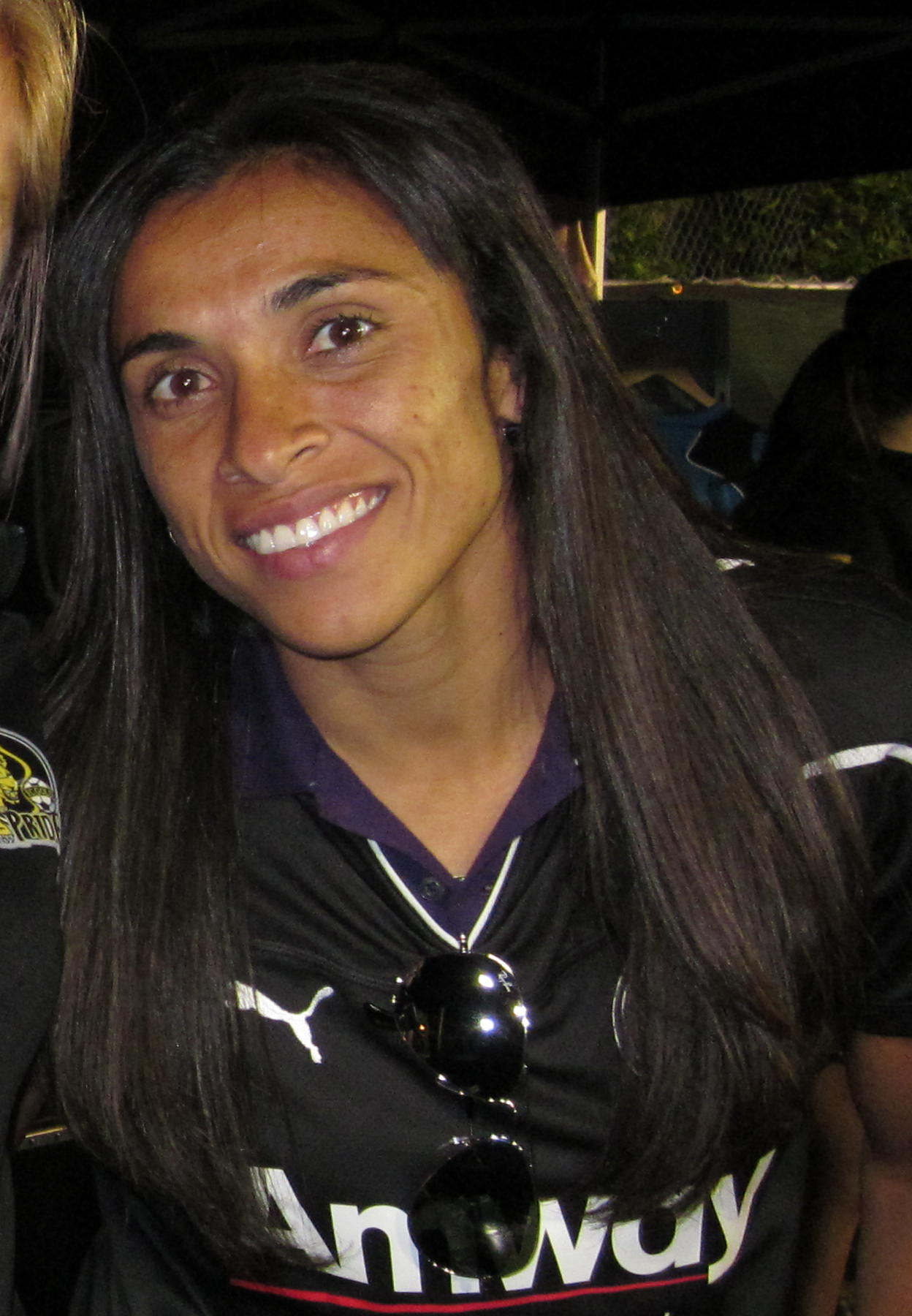
Marta Vieira da Silva, guanyadora en categoria femenina

| Jugador               | Nacionalitat  | Club                                 |
| --------------------- | ------------- | ------------------------------------ |
| Camile Abily          | França        | FC Gold Pride / Olympique de Lió     |
| Fatmire Bajramaj      | Alemanya      | Turbine Potsdam                      |
| So Yun Ji             | Corea del Sud | Selecció sud-coreana                 |
| Marta Vieira da Silva | Brasil        | FC Gold Pride                        |
| Birgit Prinz          | Alemanya      | FFC Frankfurt                        |
| Caroline Seger        | Suècia        | Philadelphia Independence            |
| Christine Sinclair    | Canadà        | FC Gold Pride                        |
| Kelly Smith           | Anglaterra    | Boston Breakers                      |
| Hope Solo             | Estats Units  | Saint Louis Athletica / Atlanta Beat |
| Abby Wambach          | Estats Units  | Washington Freedom                   |

#### Finalistes
Finalistes escollides, en ordre alfabètic. Guanyadora en negreta.
| Jugador               | Nacionalitat | Club            | Lliga              |
| --------------------- | ------------ | --------------- | ------------------ |
| Fatmire Bajramaj      | Alemanya     | Turbine Potsdam | Fußball-Bundesliga |
| Marta Vieira da Silva | Brasil       | FC Gold Pride   | WPS                |
| Birgit Prinz          | Alemanya     | Frankfurt       | Fußball-Bundesliga |

### Entrenadors

#### Llista inicial
Llista inicial de deu entrenadors. Ordre alfabètic.

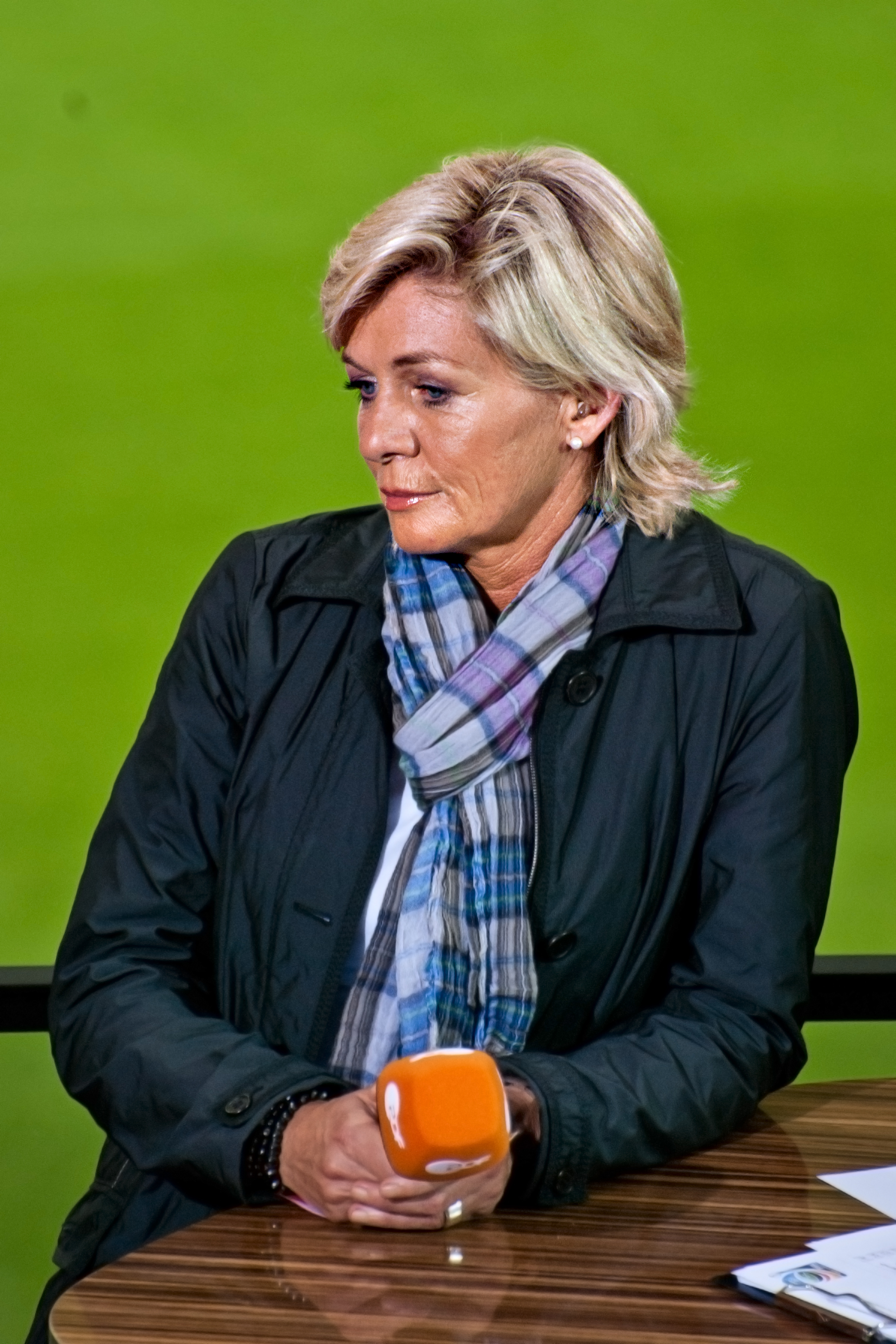
Silvia Neid, gunyadora en la cetegoria femenina d'entrenadors

| Entrenador/a            | Nacionalitat  | Club/Selecció               |
| ----------------------- | ------------- | --------------------------- |
| Bruno Bini              | França        | Selecció francesa           |
| Choi In-cheul           | Corea del Sud | Selecció sud-coreana sub-20 |
| Maren Meinert           | Alemanya      | Selecció alemanya sub-20    |
| Albertin Montoya        | Estats Units  | FC Gold Pride               |
| Silvia Neid             | Alemanya      | Selecció alemanya           |
| Hope Powell             | Anglaterra    | Selecció anglesa            |
| Norio Sasaki            | Japó          | Selecció japonesa           |
| Bernd Schröder          | Alemanya      | FFC Turbine Potsdam         |
| Pia Sundhage            | Suècia        | Selecció estatunidenca      |
| Béatrice von Siebenthal | Suïssa        | Selecció suïssa             |

#### Finalistes
Finalistes escollits, en ordre alfabètic. Guanyadora en negreta.
| Entrenador/a  | Nacionalitat | Club/Selecció            |
| ------------- | ------------ | ------------------------ |
| Maren Meinert | Alemanya     | Selecció alemanya Sub-20 |
| Silvia Neid   | Alemanya     | Selecció alemanya        |
| Pia Sundhage  | Suècia       | Selecció estatunidenca   |